# Gerson da Cunha
Gerson da Cunha (Bombay, Raj británico; junio de 1929-Bombay; 7 de enero de 2022) fue un profesional de la publicidad indio que también fue actor de teatro y cine, trabajador social y escritor. Dirigió la agencia de comunicación del mercado indio Lintas y también trabajó para J. Walter Thompson e Hindustan Lever en una carrera que duró veinticinco años.

## Infancia y juventud
Nació en junio de 1929 en el seno de una familia goana de Bombay de ascendencia portuguesa y creció en el barrio de Mazagaon de Bombay (actual Mumbai). Se graduó en ciencias en la Universidad de Bombay, estudiando en el St. Xavier's College. Más tarde describiría su colegio como un "colegio jesuita quisquilloso y mojigato". Su bisabuelo era José Gerson da Cunha, médico e historiador, que había escrito una de las primeras obras históricas que documentaban los orígenes de Bombay, titulada Los orígenes de Bombay. Da Cunha padre fue también el médico de cabecera del Aga Khan.

## Carrera profesional
Comenzó su carrera periodística en Press Trust of India y posteriormente trabajó años después con Reuters. También trabajó durante este tiempo con All India Radio. Tras cinco años en el sector de la información, se pasó a la publicidad, laborando con las agencias indias de comunicación de marketing J. Walter Thompson, Lintas y, más tarde, con Hindustan Lever, haciéndolo durante más de 25 años en el sector de la publicidad entre los años 1955 y 1980.
Fue escritor de The Earth Times, un periódico para la Cumbre de la Tierra de 1992 que se mantuvo en publicación hasta 2003. Su columna en el periódico se titulaba View from the South (Visión desde el Sur) y destacaba la necesidad de legislar para impulsar acciones medioambientales. También colaboró con el Fondo de las Naciones Unidas para la Infancia (UNICEF) en América Latina y posteriormente en su sede de Nueva York. Trabajó en programas de marketing social centrados en la nutrición, la salud y el bienestar en la región, incluyendo vacunaciones en las favelas de Brasil e iniciativas de maternidad saludable en las regiones de América Central. Da Cunha fue galardonado con la Orden de Río Branco por el gobierno de Brasil en 2018 por sus servicios a ese país.
Fue el fundador y director general de la ONG e iniciativa ciudadana Mumbai First, con sede en Bombay, y también formó parte de su junta organizadora. También participó activamente en otras ONG y grupos ciudadanos de Bombay. Fue administrador de NAGAR y convocante de AGNI (Action for Good Governance and Networking for India). También trabajó como asesor de varios ministerios de la Unión India y de las Misiones Tecnológicas Nacionales de la Secretaría del Gabinete.
Ha actuado en obras de teatro y películas en inglés, como Electric Moon (1992), Cotton Mary (1999), Asoka (2001) y Water (2005), entre otras. Entre sus actuaciones teatrales destacan Otelo, dirigida por Zul Velani en 1956, y Begum Sumroo, dirigida por Alyque Padamsee. Su antología poética, So far, fue publicada por HarperCollins en 2000.

## Vida personal
Estuvo casado con Uma da Cunha, crítica de teatro y cine. Su hermano menor, Sylvester, también se dedicó de la misma forma a la publicidad y al teatro inglés.
Falleció a causa de un paro cardiorrespiratorio en Bombay el 7 de enero de 2022 a los 92 años de edad.

## Obras

### Libros
- So far. Harper Collins (India), 2000. ISBN 81-7223-395-7

### Películas
- Electric Moon (1992)
- Cotton Mary (1999)
- Asoka (2001)
- Water (2005)
- Gandhi of the Month (2014)
- Rangoon (2017)